# Marché Saint-Pierre (Paris)
Pour les articles homonymes, voir Marché Saint-Pierre.
Le quartier du marché Saint-Pierre est un micro quartier de Paris.

## Situation et accès
Cet ensemble de rues situées dans le sud du 18e arrondissement de Paris au pied de la butte Montmartre dans lesquelles se trouvent le plus grand rassemblement de magasins dédié au tissu d'ameublement et de décoration de l'agglomération parisienne. On y trouve depuis plus d'un siècle des grands magasins comme Dreyfus, Reine et Moline et un grand nombre de boutiques de taille plus modestes souvent spécialisés dans une catégorie d'articles. Les magasins sont concentrés dans les rues d'Orsel, Charles Nodier, Livingstone, Seveste, Pierre Picard et sur la place Saint-Pierre.